# Бург (Ааргау)
Бург (нім. Burg AG) — громада  в Швейцарії в кантоні Ааргау, округ Кульм.

## Географія
Громада розташована на відстані близько 65 км на північний схід від Берна, 21 км на південний схід від Аарау.
Бург має площу 0,9 км², з яких на 33,7% дозволяється будівництво (житлове та будівництво доріг), 43,5% використовуються в сільськогосподарських цілях, 22,8% зайнято лісами, 0% не є продуктивними (річки, льодовики або гори).

## Демографія
2019 року в громаді мешкало 1000 осіб (-0,3% порівняно з 2010 роком), іноземців було 31,4%. Густота населення становила 1064 осіб/км².
За віковим діапазоном населення розподілялося таким чином: 20% — особи молодші 20 років, 64,4% — особи у віці 20—64 років, 15,6% — особи у віці 65 років та старші. Було 444 помешкань (у середньому 2,2 особи в помешканні).
Із загальної кількості 377 працюючих 16 було зайнятих в первинному секторі, 232 — в обробній промисловості, 129 — в галузі послуг.